# Максимишин, Сергей Яковлевич

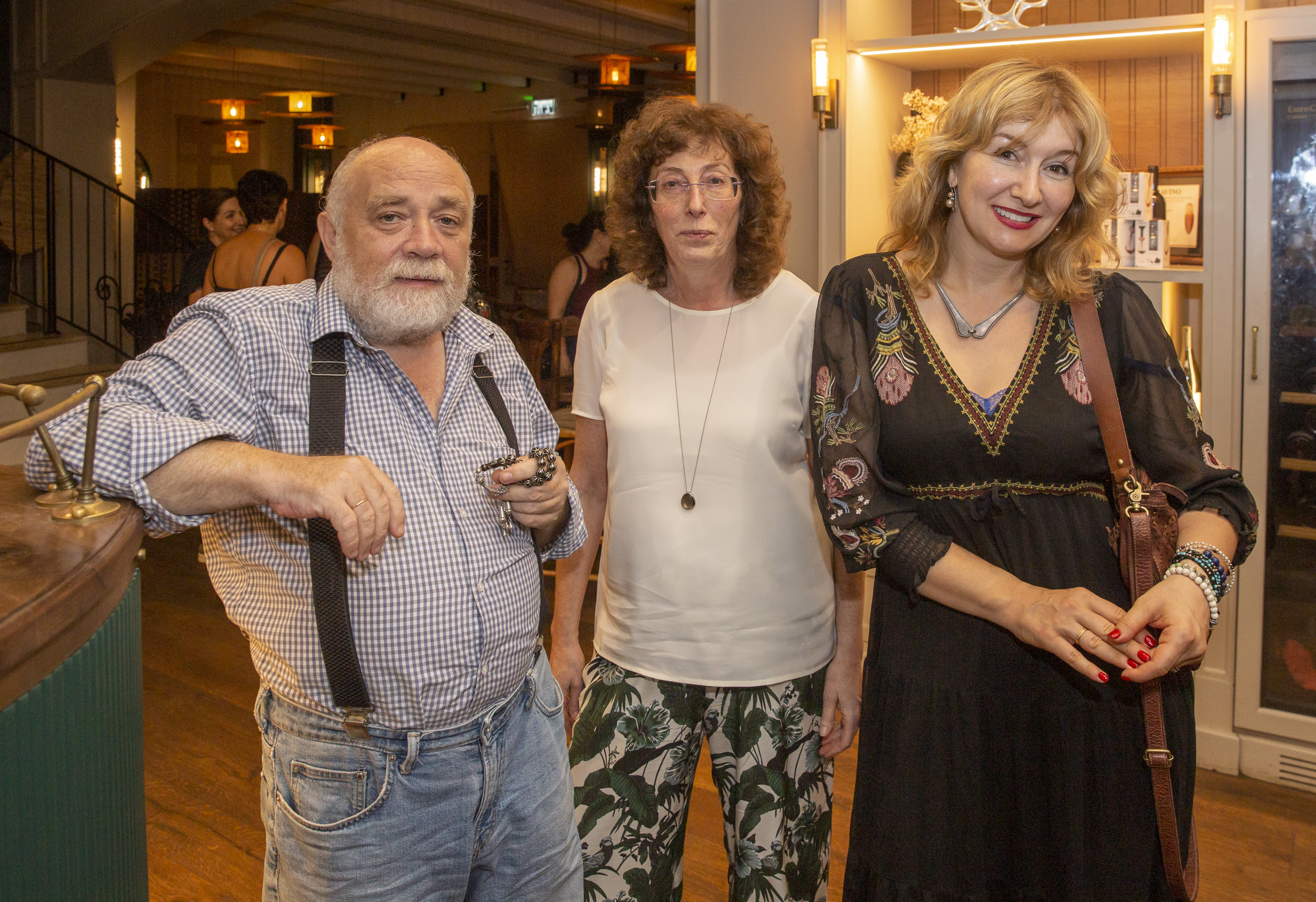
Первое выступление в Израиле после переезда в 2022

Сергей Яковлевич Максимишин (англ. Sergey Maximishin, 
родился 29 октября 1964 г., в посёлке Кодыма) — российский фотожурналист

## Биография
Родился в 1964 году в поселке Кодыма Одесской области. По признанию Максимишина:
Я очень связан с Украиной, я там родился, моя мама была преподавателем украинского языка, и семья у нас была двуязычная, отец-еврей, с которым я говорил по-русски, и мама-украинка, с ней я говорил по-украински. И сестра моя со своей семьей живет в Киеве
Школу окончил в 1982 году в городе Керчи, Крым.
В том же году поступил в Ленинградский Политехнический институт на кафедру «Экспериментальная ядерная физика».
С 1985 по 1987 служил в Советской Армии фотографом военного клуба Группы советских военных специалистов на Кубе. В 88-м году вернулся в институт, совмещал учёбу с работой в лаборатории научно-технической экспертизы Государственного Эрмитажа. С 1996-го по 98-й год учился на Факультете фотокорреспондентов при Санкт-Петербургском Доме журналистов.
Руководил риэлтерской фирмой «Золотой медведь». В Особняке Половцова на Большой Морской лично вел аукционы по продаже квартир
.
По словам Максимишина:
важную роль в моей фотографической карьере сыграл дефолт 98-го года. Если бы не разорилась моя фирма, вряд ли бы у меня хватило духу так круто изменить свою жизнь
Акционерное Общество Закрытого Типа «Золотой Медведь», директором которого был Максимишин, было зарегистрировано в декабре 1994 года, ликвидировано в октябре 2007 года, основным родом деятельности была покупка и продажа собственных нежилых зданий и помещений. Владельцы этой компании, где он работал директором, Иван Третьяков и Геннадий Голубев, стали впоследствии миллиардерами.
С 1999 по 2003 работал фотокорреспондентом в газете «Известия».
С 2003 года сотрудничает с агентством Focus, Германия.
Как фотожурналист сотрудничает с изданиями «Известия», «Огонёк», «Итоги», «Комсомольская правда», «Российская газета», «Московский комсомолец», Stern, Time, Geo, Business Week, Focus, Corriere della Sera, The Washington Post, The Times, The Wall Street Journal, Newsweek, Liberation, Parool, Der Profile
Многократный призёр конкурсов Пресс Фото России и World Press Photo.
В 2007 году выпустил книгу «Последняя империя. Двадцать лет спустя», посвящённую тому, что осталось от одной из самых крупных «империй» на карте мира — СССР. Лучшие снимки, сделанные на территории России и бывших союзных республик — то, чем живут они сейчас, спустя 20 лет после гибели Империи — составили содержание этой книги.
В марте 2022 года репатриировался в Израиль. В сентябре того же года начал преподавать фотографию в Школе Искусств Тельма Ялин в Гиватаиме
. В 2024 принят в союз художников Иерусалима. 

## Премии, награды
2001:
- РоссияПрессФото:
  - 1-й приз в номинации «Культура» (одиночная фотография)
  - 1-й приз в номинации «Повседневная жизнь» (серия)
  - 1-й приз в номинации «Повседневная жизнь» (одиночная фотография)
- Премия «Золотое перо» санкт-петербургского Союза журналистов
- Премия «Фотограф года» журнала «Огонёк»

2002:
- РоссияПрессФото:
  - 1-й приз в номинации «Природа, экология и окружающая среда»
  - 3-й приз в номинации «Люди»
  - 3-й приз в номинации «Юмор»
- Гран-при петербургского конкурса «Лучший фотокорреспондет года»
- Премия Российской Академии журналистики «За лучший репортаж года»

2003:
- РоссияПрессФото:
  - 1-й приз в номинации «Природа и окружающая среда — одиночная фотография»
  - 2-й приз в номинации «Люди»
  - 2-й приз в номинации «Культура» (фотопроект)
  - 2-й приз в номинации «Культура» (одиночная фотография)
  - 3-й приз в номинации «Новости» (фотопроект)
  - Почётное признание жюри

2004:
- World Press Photo:
  - 1-й приз в номинации «Искусство — одиночная фотография»
- РоссияПрессФото:
  - Первое место в категории «Люди» (одиночная фотография)
  - Второе место в категории «Повседневная жизнь» (одиночная фотография)
  - Первое место в категории «Культура» (одиночная фотография)
  - Первое место в категории «Культура» (проект)

2005:
- UNEP International Photographic Competition on the Environmental:
  - Почётное упоминание жюри

2006:
- World Press Photo:
  - 1-й приз в номинации «Повседневная жизнь»

## Авторская книга
- Максимишин Сергей «Последняя империя. Двадцать лет спустя», Издатель: Леонид Гусев, 2007 г. ISBN 5964900089

К книге прилагается диск (DVD-ROM), содержащий фильм: «Мастер-класс Сергея Максимишина».
- Максимишин Сергей «Сергей Максимишин. 100 фотографий», Издатель: «Галерея Печати», 2015 г. ISBN 9785915422864

Книга издана по подписке
- Максимишин Сергей «Карта памяти», Издатель: «Тримедиа», 2019 г. ISBN 9789526897790

Книга издана по подписке

## Персональные выставки
- 2009 «Сергей Максимишин. 10 лет», Государственный Музей истории Санкт-Петербурга, Галерея «Победа» Москва.

## Интервью
- Меглинская И. «Ответы. Сергей Максимишин, фотограф» Афиша 2008
- Левкович Евгений «В фотожурналистике идёт рубка не за деньги, а за образ жизни» «The New Times» 2009
- Анастасия Принцева. «Лучшие фотографы страны: Сергей Максимишин», АФИША 2012.

## Интересные факты
В 2009 году Максимишин признался:
В этой профессии на самом деле надо чётко понимать, что богатым ты не станешь никогда